# Francis Agar-Robartes (7e vicomte Clifden)
Francis Gerald Agar-Robartes, 7e vicomte de Clifden (14 avril 1883 - 15 juillet 1966) est un homme politique, diplomate et pair britannique.

## Biographie

### Vie privée
Il est le deuxième fils (son frère aîné, Thomas Agar-Robartes ayant été tué pendant la Première Guerre mondiale) de Thomas Agar-Robartes, 6e vicomte Clifden, et de son épouse Mary Dickenson.
Il fait ses études au collège d'Eton et à Christ Church (Oxford).

### Vie publique
Il travaille dans le milieu diplomatique entre 1906 et 1927 et ne semble donc pas avoir participé à la Première Guerre mondiale.
En 1930, il succède à son père au vicomté et à Lanhydrock House puis prend place sur les bancs libéraux de la Chambre des lords.
De 1940 à 1945, il est Lord-in-waiting (whip du gouvernement à la Chambre des lords) dans le gouvernement de coalition de Winston Churchill.
En 1953, il fait don de la Lanhydrock House et d'environ 160 hectares de parc au National Trust.

## Distinctions

### Décorations britanniques
- Chevalier commandeur de l'ordre royal de Victoria
  -  Membre de l'ordre royal de Victoria (1909)
- Officier du très vénérable ordre de Saint-Jean
- Médaille du couronnement du roi George V (30 juin 1911)
- Médaille du jubilé d'argent de George V (6 mai 1935)
- Médaille du couronnement du roi George VI (12 mai 1937)
- Médaille du couronnement d'Élisabeth II (2 juin 1953)